# Boualem Sansal

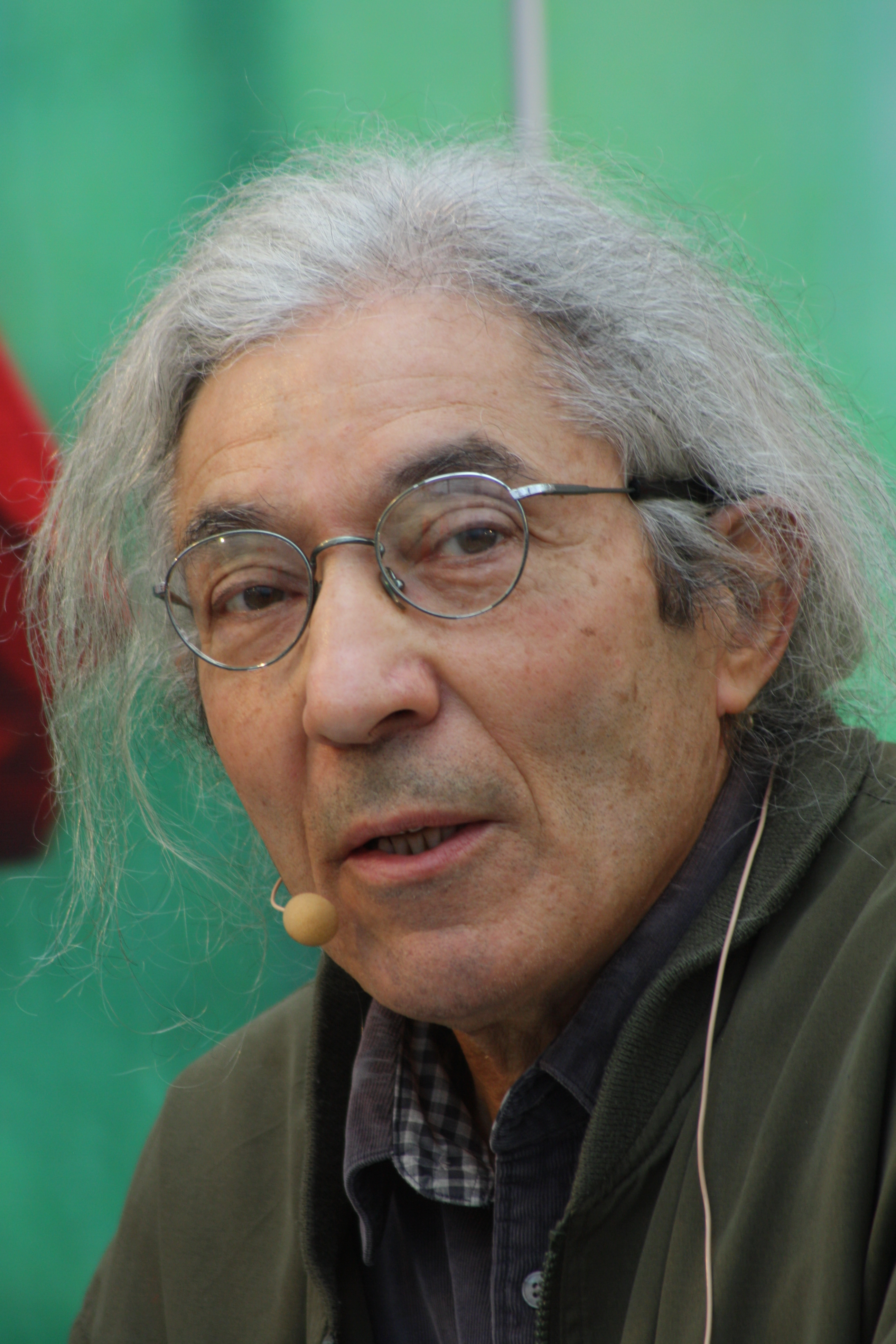
Boualem Sansal (2014)

Boualem Sansal (arabisch بوعلام صنصال, DMG Būʿallām Ṣanṣāl; * 15. Oktober 1944 in Theniet El Had, Provinz Tissemsilt, Algerien) ist ein frankophoner algerischer Schriftsteller.

## Leben
Sansal kam in der nordalgerischen Provinz Tissemsilt zur Welt. Er durchlief eine gymnasiale Ausbildung mit den Fächern Latein und Altgriechisch. In den 1970ern studierte er Ingenieurswesen sowie Ökonomie und promovierte in Volkswirtschaftslehre. Ab 1992 arbeitete er als hochrangiger Beamter im algerischen Industrieministerium und veröffentlichte zwischen 1992 und 1994 zwei technische Fachbücher.
2012 wurde er in die Wettbewerbsjury der 62. Internationalen Filmfestspiele von Berlin berufen. 2016 war er Jurymitglied der Auszeichnung Das außergewöhnliche Buch des Kinder- und Jugendprogramms des Internationalen Literaturfestivals Berlin.
Sansal lebt mit seiner tschechischen Frau bei Algier. Die beiden Töchter des Paares wohnen in Prag.

## Schriftstellerisches Wirken
Im Jahr 1999 erschien in Paris sein erster Roman Le serment des barbares (deutsch: Der Schwur der Barbaren), für den er zwei Auszeichnungen, den Prix Tropiques und den Prix du premier roman, erhielt. Bis 2006 folgten vier weitere Romane, die alle ins Deutsche übersetzt wurden, und 2003 das Journal intime et politique, Algérie 40 ans après (deutsch: Persönliches und Politisches Tagebuch, Algerien, 40 Jahre danach). Nach der Veröffentlichung seines ersten Romans wurde Sansal 2003 aus dem Staatsdienst entlassen.
Seitdem er ausschließlich als Schriftsteller tätig ist, beschäftigte sich Sansal mehrfach mit historischen Stoffen. So ist das 2007 in Paris erschienene Petit éloge de la mémoire ein episches Erzählwerk über die Epoche der Berber-Herrschaft. Der 2008 herausgekommene Roman Le village de l’allemand ou Le journal des frères Schiller (deutsch: Das Dorf des Deutschen) erzählt von der Beteiligung eines früheren deutschen Nazis an der Ausbildung der Befreiungsbewegung FLN im algerischen Unabhängigkeitskrieg und beschreibt die Auswirkungen des Bürgerkrieges der 1990er Jahre auf ein Dorf. Für seinen Roman 2084. La fin du monde erhielt er 2015 den Grand Prix du Roman.
Sein Roman Leben. Ein Countdown (2024) erzählt im Gewand einer globalen Dystopie zugleich von der Diktatur in Algerien.

## Politisches Wirken
Sansal wuchs in einem islamischen Umfeld auf. Allerdings stuft er sich als säkular ein und hat wiederholt den Islamismus scharf kritisiert. Generell betrachtet er jede Form von Religion, besonders den Islam, kritisch: „Die Religion erscheint mir sehr gefährlich wegen ihrer brutalen, totalitären Seite. Der Islam ist ein furchteinflößendes Gesetz geworden, das nichts als Verbote ausspricht, den Zweifel verbannt und dessen Eiferer mehr und mehr gewalttätig sind. Er muss seine Spiritualität, seine wichtigste Kraft, wiederfinden. Man muss den Islam befreien, entkolonisieren, sozialisieren.“
Nach den Terroranschlägen vom 13. November 2015 in Paris äußerte er, er sei darüber nicht überrascht. Der Islamismus strebe nach der Weltherrschaft. Als Zeuge vor Gericht in Paris sagte er 2017, der Antisemitismus sei Teil der islamischen Kultur, er werde im Koran, in den Moscheen und in den Familien verbreitet.
Sansal widersprach im März 2011 in der Debatte zu einem militärischen Eingreifen in den Bürgerkrieg in Libyen Bernard-Henri Lévy. Dass die Verhinderung eines Massakers am libyschen Volk das Ziel des französischen Militäreinsatzes in Libyen sei, glaube er „nicht wirklich“. Der Grund sei seiner Meinung nach, dass Sarkozy ein „Imageproblem in der arabischen Welt“ habe, weil sein Premierminister Fillon und seine Außenministerin sich Urlaube von Diktatoren finanzieren ließen und weil er selbst Mubarak und Gaddafi in Paris hofiert hatte. Sarkozy versuche lediglich, seine Glaubwürdigkeit wiederherzustellen. Sansal kritisierte die europäische Doppelmoral und sagte: „Es wäre großartig, wenn die arabische Revolution auch zu einer Revolution in Europa führen würde. Europa und seine Führer müssen sich eingestehen: Wir haben uns geirrt.“
In einem Interview mit dem rechtsextremen französischen Medienportal Frontières gab Sansal zu verstehen, dass der heutige Westen Algeriens vor der Kolonialisierung marokkanisch gewesen sei. Marokko wiederum erhebe seine Ansprüche auf gewisse rohstoffreiche Teile der Westsahara zu Recht. Diese Aussagen galten vor dem Hintergrund des andauernden Konflikts zwischen Algerien und Marokko um die Westsahara, in dem Algerien auf Seiten der Westsahara-Befreiungsfront Polisario steht, als brisant.

## Festnahme und Inhaftierung

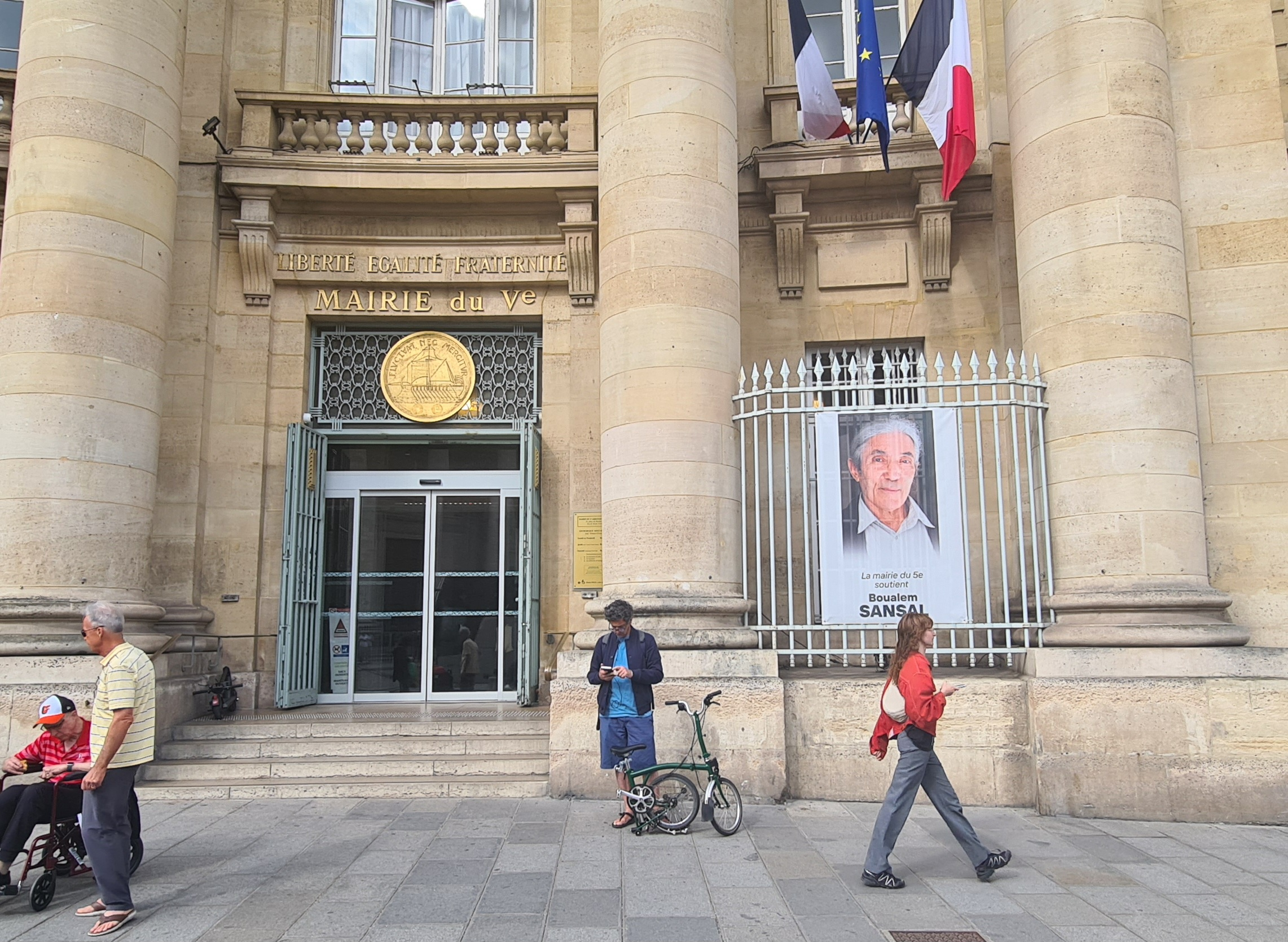
Unterstützung für Boualem Sansal in Paris (Juni 2025).

Ende November 2024 meldete Le Monde, dass Sansal auf seiner Rückreise aus Frankreich am 16. November am Flughafen von Algier verhaftet worden war. Seine Familie habe seither nichts von ihm gehört. 
Konkrete Anklagepunkte oder offizielle Erklärungen für das Vorgehen der Behörden wurden in den Wochen nach der Verhaftung nicht bekannt.  
Die staatlich kontrollierten algerischen Medien warfen ihm indirekt vor, sich in Kreisen zu bewegen, die sie als gegen Algerien gerichtet und zugleich auf bestimmte internationale Interessengruppen ausgerichtet interpretieren; zudem stellten sie seine intellektuelle Glaubwürdigkeit in Frage. 
Sansals kritische Haltung gegenüber politischen und religiösen Entwicklungen in Algerien sowie seine Äußerungen zu geopolitischen Themen, etwa im Kontext der Westsahara-Frage, werden von Beobachtern als möglicher Grund für das harte Vorgehen der algerischen Behörden angesehen.
Sein Anwalt François Zimeray teilte mit, Sansal werden „Vergehen gegen die Staatsgewalt“ nach Artikel 87 des algerischen Strafgesetzbuches vorgeworfen, konnte aber ebenfalls keine Details nennen. Ihm drohte eine mehrjährige Haftstrafe; seine Arbeiten konnten in Algerien nicht offen rezipiert werden. 
Das PEN-Zentrum Deutschland und andere literarische Organisationen sowie bekannte Kulturschaffende setzen sich für seine sofortige Freilassung ein.
Ende Februar 2025 trat der an Krebs erkrankte Sansal in einen Hungerstreik. 
Sein Anwalt Zimeray beklagte, dass ihm der persönliche Zugang zu Sansal verwehrt werde. Sansal wurde am 27. März 2025 wegen Untergrabung der territorialen Integrität Algeriens zu fünf Jahren Gefängnis verurteilt.

## Auszeichnungen
Am 16. Oktober 2011 wurde Sansal mit dem Friedenspreis des Deutschen Buchhandels ausgezeichnet. Die Preisrede hielt Peter von Matt. 2021 wurde sein Roman Abraham ou La cinquième Alliance mit dem Prix Méditerranée ausgezeichnet.

## Werke (Auswahl)
- Le serment des barbares. Roman. Paris 1999 (deutsch 2003: Der Schwur der Barbaren).
- L’enfant fou de l’arbre creux. Roman. Paris 2003 (mit dem Michel-Dard-Literaturpreis ausgezeichnet, deutsch 2003: Das verrückte Kind aus dem hohlen Baum).
- Journal intime et politique, Algérie 40 ans après. Zusammen mit Maïssa Bey, Mohamed Kacimi, Nourredine Saadi, Leïla Sebbar. Gallimard, 2003 (deutsch etwa (bisher nicht erschienen): Persönliches und Politisches Tagebuch, Algerien, 40 Jahre danach).
- Dis-moi le paradis. Roman. Paris, 2003 (deutsch 2004: Erzähl mir vom Paradies).
- Harraga. Roman. Paris 2005 (deutsch 2007: Harraga).
- La question linguistique en Algérie. Lyriades, Paris 2006
- Poste restante: Alger. Lettre de colère et d’espoir à mes compatriotes. Essay. Paris 2006 (deutsch 2008: Postlagernd Algier).
- Petit éloge de la mémoire. Essay. Éditions Gallimard, Paris 2007.
- Le village de l’Allemand ou Le journal des frères Schiller. Gallimard, 2008 (deutsch 2009: Das Dorf des Deutschen oder das Tagebuch der Brüder Schiller).
- Rue Darwin. Roman. Gallimard, 2011, ISBN 978-2-07-013460-1.
- 2084. La fin du monde. Gallimard, Paris 2015 (deutsch 2016: 2084. Das Ende der Welt.)
- Le Train d'Erlingen ou la Métamorphose de Dieu. Gallimard, 2018.
- Abraham ou La cinquième Alliance. Gallimard, 2020.
- Lettre d’amitié, de respect et de mise en garde aux peuples et aux nations de la terre. Gallimard, 2021.
- Vivre. Le compte à rebours. Gallimard, 2024.

Deutschsprachige Ausgaben
- Das verrückte Kind aus dem hohlen Baum. Roman. (Originaltitel: L’enfant fou de l’arbre creux, übersetzt von Riek Walther). 2. Auflage. Merlin Verlag, Gifkendorf 2011 (deutschsprachige Erstausgabe 2002), ISBN 978-3-87536-293-0.
- Der Schwur der Barbaren. Roman. (Originaltitel: Le serment des barbares, übersetzt von Regina Keil-Sagawe). 2. Auflage. Merlin, Gifkendorf 2010 (deutschsprachige Erstausgabe 2003), ISBN 978-3-87536-280-0.
- Erzähl mir vom Paradies! Roman. (Originaltitel: Dis-moi le paradis, übersetzt von Regina Keil-Sagawe). 2. Auflage. Merlin, Gifkendorf 2011 (deutschsprachige Erstausgabe 2004), ISBN 978-3-87536-229-9.
- Harraga. Roman. (Original: Harraga.) Übers. Riek Walther. 2. Auflage. Merlin, Gifkendorf 2011 (deutschsprachige Erstausgabe 2007), ISBN 978-3-87536-294-7.
- Postlagernd: Algier. Zorniger und hoffnungsvoller Brief an meine Landsleute. Gefolgt von Unser Herz schlägt in Tunis. Vier Essays und ein Interview aus Anlass des arabischen Frühlings. (Original: Poste restante: Alger. Übers. von Ulrich Zieger, Daniel Eckert, Rainer Haubrich; Interview Reiner Wandler), 3., erweiterte Auflage. Merlin, Gifkendorf 2011 (deutschsprachige Erstausgabe 2008), ISBN 978-3-87536-292-3.
- Das Dorf des Deutschen oder das Tagebuch der Brüder Schiller. Roman. (Original: Le village de l’Allemand ou le journal des frères Schiller. Übers. Ulrich Zieger), 2. Auflage. Merlin, Gifkendorf 2010 (deutschsprachige Erstausgabe 2009), ISBN 978-3-87536-281-7.
  - Rezension von Johannes Willms, Süddeutsche Zeitung, 22. Januar 2008.[20] Weitere Rezensionen in FAZ, taz, Die Zeit und NZZ, in Kurzform bei Perlentaucher
- Rue Darwin. Roman. Original: Rue Darwin. Übers. Christiane Kayser. Merlin, Gifkendorf 2012, ISBN 978-3-87536-302-9.
  - Rezension von Sigrid Löffler: Im Netz einer kinderlosen bösen Oma. Falter, 7. November 2012.
- Maghreb – eine kleine Weltgeschichte. Original: Petit éloge de la mémoire. Les 4001 années de la nostalgie. Übers. Regina Keil-Sagawe. Berlin University Press, Berlin 2012, ISBN 978-3-86280-041-4.
  - Rezension von Martin Ebel: Die Geschichte hat zwei Pforten. Deutschlandfunk, DLF, 21. Oktober 2012, in der Reihe Buch der Woche.
- Allahs Narren. Wie der Islamismus die Welt erobert. Übers. Regina Keil-Sagawe. Merlin, Gifkendorf 2013, ISBN 978-3-87536-309-8.
  - Rezension von Matthias Küntzel: Die Schatten verscheuchen. Sansal ruft zu einer neuen Debatte über Islam und Islamismus auf. online.
- 2084. Das Ende der Welt. Übersetzt von Vincent von Wroblewsky. Merlin, Vastorf 2016, ISBN 978-3-87536-321-0.
- Der Zug nach Erlingen oder Die Verwandlung Gottes. Übersetzt von Vincent von Wroblewsky. Merlin, 2019, ISBN 978-3-87536-333-3.
- Abraham oder Der fünfte Bund. Übersetzt von Vincent von Wroblewsky. Merlin, Gifkendorf 2022, ISBN 978-3-87536-344-9.